# Karl Hjorth
Karl Hjalmar Reinhold Hjorth (ur. 15 lipca 1875 w Sztokholmie, zm. 26 kwietnia 1949 tamże) – szermierz, szpadzista reprezentujący Szwecję, uczestnik olimpiady letniej z 1906 oraz letnich igrzysk olimpijskich w Sztokholmie w 1912 roku.